# Pogranitschny (Kaliningrad, Krasnosnamensk)
Pogranitschny (russisch Пограничный, deutsch Schillehnen, 1938 bis 1945 Waldheide (Ostpr.), auch: Dirwehlen, 1938 bis 1945 Wehlen, litauisch Šilėnai, auch: Dirveliai) ist ein Ort in der russischen Oblast Kaliningrad. Er gehört zur kommunalen Selbstverwaltungseinheit Munizipalkreis Krasnosnamensk im Rajon Krasnosnamensk.
Das ehemalige Dirwehlen/Wehlen ist verlassen.

## Geographische Lage
Pogranitschny ist der nordöstlichste Ort der Oblast Kaliningrad. Er liegt an der Memel in direkter Grenzlage zu Litauen, wohin es einen Grenzübergang gibt, der allerdings nur für Russen und Litauer passierbar ist.
Innerorts treffen sich drei Nebenstraßen, die vom litauischen Jurbarkas (deutsch Georgenburg), vom Memel-Nachbarort Nemanskoje (Trappönen/Trappen) und vom Rajonzentrum Krasnosnamensk (Lasdehnen/Haselberg) hierher führen.
Vor 1945 bestand eine Fährverbindung nach Schmalleningken (heute Smalininkai), von wo aus Anschluss an die heute nicht mehr existierende Kleinbahn nach Pogegen bestand.

## Geschichte

### Schillehnen (Waldheide (Ostpr.))
Der Ort wurde im Jahr 1613 als königliches Bauerndorf im Amt Kassigkehmen aufgeführt. 1874 wurde die Landgemeinde Schillehnen Amtssitz und namensgebend für einen neu gebildeten Amtsbezirk im Kreis Ragnit. Am 1. Januar 1931 wurde das Nachbardorf Dirwehlen (s. u.) eingemeindet. 1938 wurde Schillehnen in Waldheide (Ostpr.) umbenannt.

#### Amtsbezirk Schillehnen/Waldheide (1874–1945)
Der Amtsbezirk Schillehnen wurde im Jahr 1874 im Kreis Ragnit eingerichtet. Seit 1922 gehörte er zum Kreis Tilsit-Ragnit. 1939 wurde er in Amtsbezirk Waldheide (Ostpr.) umbenannt. Ihm gehörten die folgenden Orte an:
| Name               | Änderungsname von 1938 | Russischer Name nach 1945 | Bemerkungen |
| ------------------ | ---------------------- | ------------------------- | --- |
| Alt Lubönen        | Friedenswalde          | Osjornoje                 | |
| Dirwehlen          | Wehlen                 | Pogranitschny             | 1931 nach Schillehnen eingemeindet |
| Königswalde, Forst |                        | les Werchnenemanski       | Gutsbezirk, der aus einer Oberförsterei bestand. Gehörte übergreifend auch zum Amtsbezirk Königswalde im Kreis Pillkallen. Hieß seit 1884 Neu Lubönen, Oberförsterei, später Neu Lubönen, Forst. Wurde 1929 aufgelöst und kam im Wesentlichen zum Gutsbezirk Trappönen, Forst. |
| Neu Lubönen        | Memelwalde             | Selenodolje               | |
| Schillehnen        | Waldheide (Ostpr.)     | Pogranitschny             | |

### Dirwehlen (Wehlen)
Das südlich von Schillehnen gelegene Dirwehlen bestand vor 1945 aus wenigen kleineren Höfen. Durch den Ort führte die Straße von Schillehnen nach Lasdehnen (die heutige Nebenstraße 27K-104 nach Krasnosnamensk). 1874 kam die Landgemeinde Dirwehlen zum Amtsbezirk Schillehnen. Am 1. Januar 1931 wurde Dirwehlen in die Landgemeinde Schillehnen eingegliedert. Dort wurde es 1938 in Wehlen umbenannt.

### Pogranitschny
Nach dem Zweiten Weltkrieg wurden die beiden Orte Schillehnen/Waldheide und Dirwehlen/Wehlen im Jahr 1950 unter der russischen Bezeichnung Pogranitschny (deutsch etwa „Grenzort“) zusammengefasst und dem Dorfsowjet Nemanski selski Sowet im Rajon Krasnosnamensk zugeordnet. Später (vor 1975) gelangte Pogranitschny in den Chlebnikowski selski Sowet. Von 2008 bis 2015 gehörte der Ort zur Landgemeinde Alexejewskoje selskoje posselenije, von 2016 bis 2021 zum Stadtkreis Krasnosnamensk und seither zum Munizipalkreis Krasnosnamensk.

### Einwohnerentwicklung
| Jahr | Einwohner                      |
| ---- | ------------------------------ |
| 1867 | Schillehnen: 395 Dirwehlen: 28 |
| 1871 | Schillehnen: 396 Dirwehlen: 38 |
| 1885 | Schillehnen: 508 Dirwehlen: 32 |
| 1905 | Schillehnen: 430 Dirwehlen: 16 |
| 1910 | Schillehnen: 422 Dirwehlen: 16 |
| 1933 | 453                            |
| 1939 | 424                            |
| 2002 | 117                            |
| 2010 | 91                             |
| 2021 | 53                             |

## Kirche
Sowohl in Schillehnen (Waldheide) als auch in Dirwehlen (Wehlen) war die Bevölkerung fast ohne Ausnahme evangelischer Konfession. Beide Orte und ebenso die Försterei Wolfswinkel waren in das Kirchspiel der Kirche Schmalleningken (heute litauisch: Smalininkai) eingepfarrt und gehörten vor 1945 zunächst zum Kirchenkreis Ragnit, später zum Kirchenkreis Pogegen (heute litauisch: Pagėgiai) im Memelgebiet (mit eigenem Landeskonsistorium) innerhalb der Kirchenprovinz Ostpreußen der Kirche der Altpreußischen Union.
Heute liegt Pogranitschny im Einzugsbereich der neu entstandenen evangelisch-lutherischen Gemeinde in Sabrodino (Lesgewangminnen, 1938 bis 1946 Lesgewangen), die zur Propstei Kaliningrad (Königsberg) der Evangelisch-lutherischen Kirche Europäisches Russland gehört.

## Schule
Schillehnen resp. Waldheide war vor 1945 Schulort. Seit etwa 1800 gab es hier eine einklassige Schule, die auch von den Kindern aus Dirwehlen (Wehlen) besucht wurde. Das Gebäude wurde 1930 noch grundlegend erneuert. Es hat den Krieg überstanden, befand sich 1996 bereits in abbruchreifem Zustand.